# Djupviksbäcken
Djupviksbäcken este o arie protejată (arie specială de conservare — SAC, sit de importanță comunitară — SCI) din Suedia întinsă pe o suprafață de 3 ha, integral pe uscat.

## Localizare
Centrul sitului Djupviksbäcken este situat la coordonatele 58°38′14″N 16°40′29″E / 58.6371°N 16.6746°E.

## Înființare
Situl Djupviksbäcken a fost declarat sit de importanță comunitară în iulie 2000 pentru a proteja 1 specie de animale. Situl a fost protejat și ca arie specială de conservare în martie 2011.

## Biodiversitate
Situată în ecoregiunile boreală și marină baltică, aria protejată conține 1 habitat natural: Cursuri de apă de la nivel de câmpie la nivel montan, cu vegetație Ranunculion fluitantis și Callitricho-Batrachion.
La baza desemnării sitului se află o specie protejată de  pești: zglăvoacă (Cottus gobio).